# Адамстаун (Уэксфорд)
Адамстаун (англ. Adamstown; ирл. Maigh Arnaighe / Maigh Arnaí, «поле ягод») — деревня в Ирландии, находится в графстве Уэксфорд (провинция Ленстер).

## Демография
Население — 173 человека (по переписи 2006 года). В 2002 году население составляло 176 человек.
Данные переписи 2006 года:
| Общие демографические показатели |               |                               |                               |      |      |
| Всё население                    | Всё население | Изменения населения 2002—2006 | Изменения населения 2002—2006 | 2006 | 2006 |
| 2002                             | 2006          | чел.                          | %                             | муж. | жен. |
| 176                              | 173           | −3                            | −1,7                          | 99   | 74   |

## Знаменитые жители
- Кевин Дойл